# Agnes Apollonia Elisabeth von Neuneck

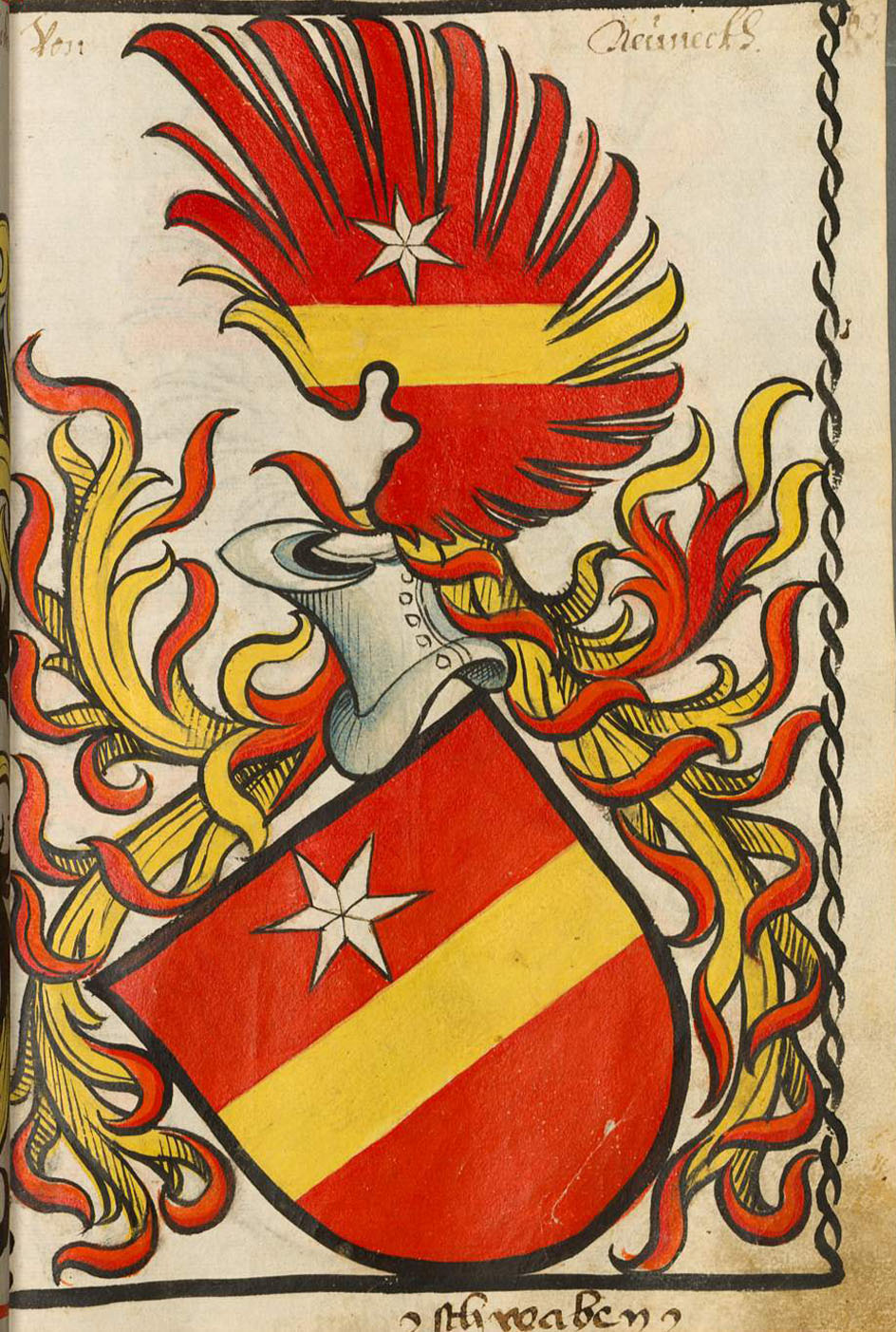
Familienwappen von Neuneck

Agnes Apollonia Elisabeth von Neuneck († 31. August 1677 in Speyer) war eine Freifrau und letzter Spross des schwäbischen Adelsgeschlechtes von Neuneck sowie Kanonissin im Reichsstift Münsterbilsen.

## Abstammung und Familie
Sie wurde geboren als Tochter des Freiherrn Alexander von Neuneck und seiner Gattin Anna Johanna geb.  von Eltz, Schwester des Trierer Domdekans Johann Wilhelm Ludwig von Eltz (1619–1676). Ihr Cousin Friedrich Christian von Eltz († 1703) amtierte als Domkustos in Speyer.

## Leben und Wirken
Sitz der Familie war das Wasserschloss Glatt in Sulz am Neckar. Ihr Vater Alexander von Neuneck starb bereits 1645, sein älterer Bruder Wildhans von Neuneck, das Familienoberhaupt, 1659 ohne männliche Nachkommen. In einem Testament hatte dieser verfügt, dass aller Familienbesitz, einschließlich des Schlosses, an seinen Neffen Hans Caspar, Alexanders einzigen Sohn, den letzten männlichen Spross des Geschlechtes fallen sollte. Dessen Schwester Agnes Apollonia Elisabeth blieb ledig.
1668 wurde Hans Caspar von Neuneck für volljährig erklärt, starb aber schon 1671, nach sechsjähriger Krankheit, unverheiratet und kinderlos, im Alter von 27 Jahren. Den Familienbesitz hinterließ er testamentarisch seiner Mutter (in zweiter Ehe verheiratet mit Hieronymus Franz von Welden, † 1669), welche jedoch noch knapp vor ihm starb.
Einzig überlebende Erbin war nun Hans Caspars Schwester Agnes Apollonia Elisabeth, die auch  als letztes erbberechtigtes Familienmitglied die Huldigung der Einwohner von Glatt entgegennahm. Sie schloss sich eng an ihren Onkel, den Trierer Domdekan Johann Wilhelm Ludwig von Eltz, an, bei dem sie auch zeitweise lebte. Dann trat sie als Kanonissin in das gefürstete Hochadelsstift Münsterbilsen (Flandern) ein.
Von früheren Erbteilungen her war noch ein bis 1688 andauernder Streit mit einem Seitenzweig der Familie, den Tochtererben von Johanna von Neuneck, geb. von Bubenhofen (Witwe von Hans Georg von Neuneck), vor dem Reichskammergericht in Speyer anhängig. Auch darum musste sich Agnes Apollonia Elisabeth von Neuneck als letzte Familienangehörige kümmern.
Sie starb in Speyer am  31. August 1677, als sie sich vermutlich in dieser Angelegenheit dort aufhielt. Man setzte sie in der 1806 abgebrochenen Franziskanerkirche bei. Dort widmete man ihr ein Epitaph, dessen Inschrift der Kurpfälzer Historiker Johann Franz Capellini von Wickenburg (1677–1752) in Band 2 des Thesaurus Palatinus überliefert hat.
Ihren gesamten Besitz vermachte sie testamentarisch dem Trierer Domkapitel, das ihn zugunsten der Kirche veräußerte. So gelangte der Familienstammsitz, Schloss Glatt, 1679 an den Freiherrn Johann Franz Dietrich von Landsee, von diesem 1706 an das Schweizer Kloster Muri.